# Armin T. Wegner

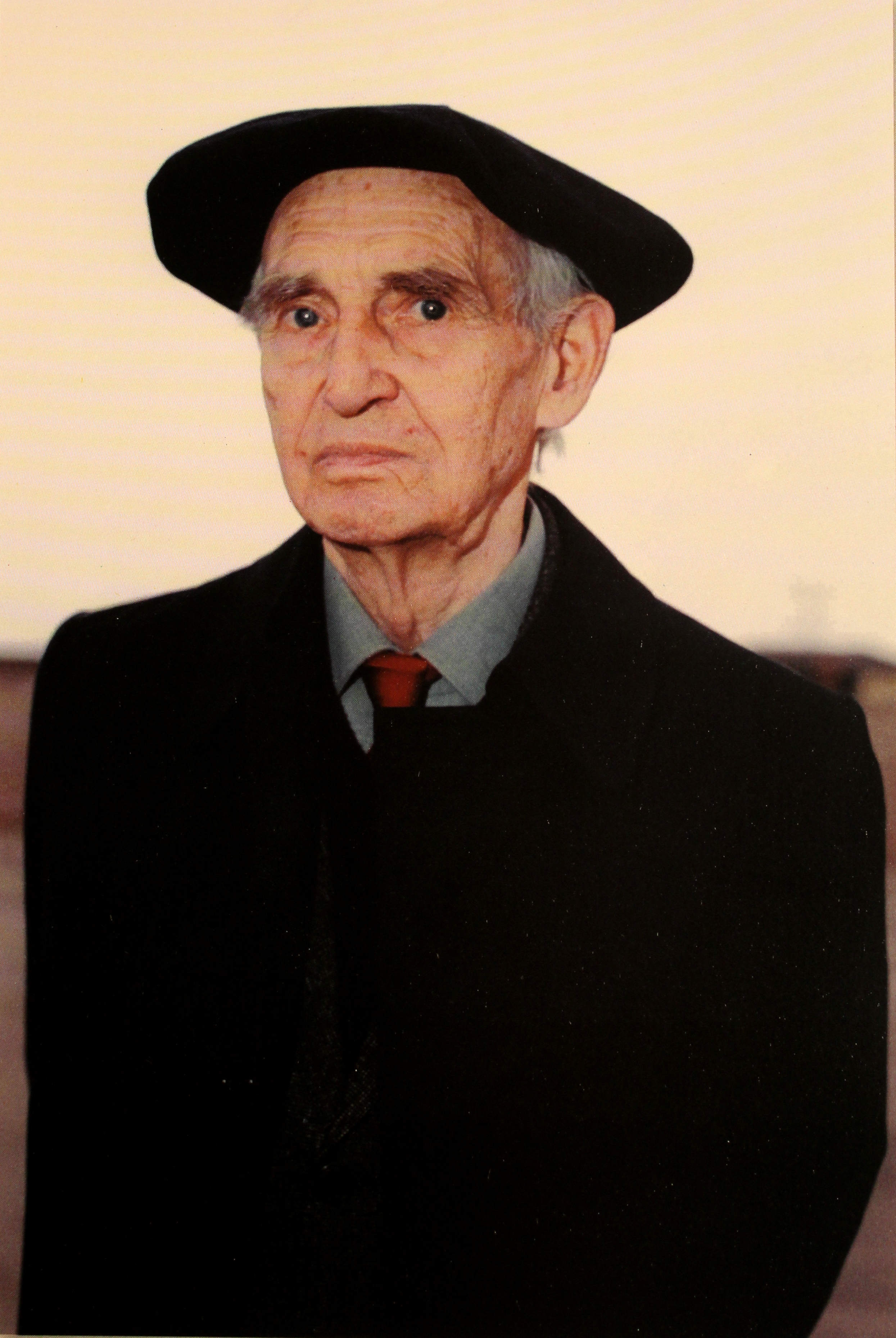
Armin Wegner

Armin Theophil Wegner, född 16 oktober 1886, död 17 maj 1978, var en tysk pacifistisk skriftställare, författare av expressionistisk lyrik och talrika reseskildringar.